# جائزة فرنسا الكبرى 1989
جائزة فرنسا الكبرى 1989 هو سباق فورمولا 1 أقيم بتاريخ 9 يوليو 1989 في فرنسا. كان السابع من أصل 16 في بطولة العالم لسباقات الفورمولا واحد موسم 1989. حلّ الفرنسي ألن بروست أولا بينما جاء البريطاني نايجل مانسيل في المركز الثاني وحصل على المركز الثالث الإيطالي ريكاردو باتريس.